# 스테파노 바르톨리니

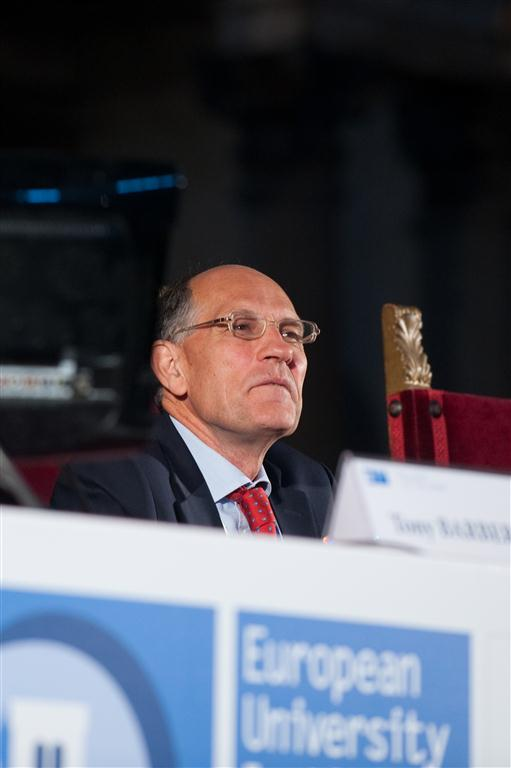

스테파노 바르톨리니(Stefano Bartolini, 1952년 ~ )는 이탈리아의 정치학자이다.
바르톨리니는 1952년에 태어났으며 피렌체 대학에서 정치학을 전공했다. 그는 불어권과 이탈리아어권에서 인정받는 정치학자다.

## 이력
- 1976년 볼로냐 대학에 취직
- 1979년 유럽 대학연구소의 외래교수로 일했다.
- 1985년 피렌체 대학
- 1990년 트리에스트 대학에 교수로 초빙
- 1991년 제네바 대학의 교수직 취임

그는 대학외에서도 활발한 활동을 한다. 유럽의 많은 대학에서 교수로 있었다. 그외에도 바르톨리니톨리니는 이탈리아의 가장 인정받는 정치학 학술지인 “이탈리아 정치학 리뷰(Rivista Italiana di Scienza Politica)” 편집인과 서유럽 정치와 선거연구관련 학술지의 편집위원으로 활동하고 있다.
1990년에 그는 그간의 연구성과로 유네스코 스타인 로칸 상을 수상하기도 했다.
그는파리에 있는 Institut d'Etudes Politiques에서 연구했었으며 당시 유럽국가의 발전과 비교방법론에 초점을 맞추었다. 그는 프랑스와 이탈리아 정치, 대통령제, 정치과정내에서의 제도 개혁에 관한 글을 썼다.  그외의 연구주제는 정당, 유럽선거사, 투표행태등이다.
그의 현재 학문적 관심은 선거경쟁과 역사적 동원의 변화와 유럽통합의 영향과 국내정치발전미치는 영향에 관한 연구이다.
그는 현재 볼로냐 대학 교수이며 피렌체의 유럽 대학에서도 강의를 하고 있다.

## 주요 저서
- Identity, Competition, and Electoral Availability. The Stabilization of European Electorates, (1885-1985), 1990.
- On Time and Comparative Research, Journal of Theoretical Politics, 1993.
- Il voto maggioritario. Le origini elettorali del Parlamento diviso, Rivista italiana di Scienza Politica, 1994.
- Maggioritario ma non troppo, Bologna, 1995.
- Exit Option, Boundary Building, Political Structuring, 1998.